# Pina (película)
Pina es un documental alemán de 2011 sobre la coreógrafa de danza contemporánea Pina Bausch. El filme (escrito, producido y dirigido por Wim Wenders), se estrenó en el marco de la edición 61 del Festival Internacional de Cine de Berlín, fuera de competencia.
Wenders canceló la producción del filme luego de la repentina muerte de Bausch en 2009. Tiempo después, el resto de bailarines y bailarinas del Tanztheater Wuppertal (compañía de danza creada por Bausch) convenció al director para que continuara con la realización del documental. La obra muestra, de manera alternada, a los integrantes de la Tanztheater Wuppertal hablando sobre Pina y representando algunas de sus más conocidas coreografías, tanto dentro del teatro Wuppertal como en otros lugares de la ciudad y de sus alrededores.

## Argumento
La película está compuesta por varios fragmentos de las coreografías más notables de Pina Bausch, interpretadas por la compañía de bailarines del Tanztheater Wuppertal (teatro de danza de Wuppertal), compañía dirigida por Pina Bausch, la cual escasamente aparece en la película debido a su repentina defunción durante los trabajos de rodaje.
Las cuatro coreografías principales pertenecen a los ballets Le Sacre du printemps, Cafè Müller (en referencia a un café de la ciudad alemana de Solingen, cerca de la cual creció Pina Bausch), Kontakthof y Vollmond. Estos bailes son complementados con fragmentos de entrevistas y otras danzas y coreografías que fueron filmadas en diferentes lugares de Wuppertal y sus alrededores. Por ejemplo, uno de los inusuales escenarios para las coreografías lo constituye la Wuppertaler Schwebebahn.
En el primer ballet, Le Sacre du printemps, el escenario está cubierto con una densa capa de turba, casi a la altura de los tobillos, que dificulta poder llevar a cabo movimientos con la agilidad propia de un bailarín. Es el espacio escénico escogido para una escena en la cual una joven tiene que morir sacrificada para el dios de la Primavera.
La siguiente coreografía, Café Müller, describe un lugar que Pina Bausch frecuentaba muy a menudo de pequeña para comprar dulces. Decorado austeramente con sillas de madera y tablas de café, una bailarina vestida de blanco entra en el local seguida de otras dos mujeres, una de las cuales es claramente invidente. El mobiliario del escenario es también un obstáculo que entorpece el avance de las bailarinas y dos hombres aparecen de golpe para retirar las trabas. Finalmente, la bailarina invidente y uno de los hombres se encuentran frente a frente, mientras que otra bailarina intenta abrazar repetidamente a uno de los hombres, pero cada vez resbala en el intento.
Kontakthof es una coreografía intergeneracional que tiene por objetivo describir el "idilio" en una escuela de danza de principio del s. XX. La escena está compuesta por una mezcla de bailarines de todas las edades que ilustra la diferente agilidad y capacidad de movimiento de cada unos de los bailarines.
En la última coreografía, Vollmond, varios bailarines danzan en un minimalista escenario inundado de agua, que contiene solo una roca y varias sillas.
La película termina con un final abierto en el cual, en forma de procesión, los espectadores son acompañados por los actores a través de un camino estrechado a una región minera como telón de trasfondo.

## Alrededor de la película
El 1985 Wim Wenders descubrió el ballet Café Müller y quedó cautivado por la coreografía. El primer encuentro entre el cineasta alemán y Pina Bausch dio lugar a una larga amistad entre los dos artistas que abrió las puertas al salto del arte de Pina Bausch a la gran pantalla. No obstante, Wenders fue siempre consciente de las limitaciones del cine y no fue hasta el 2007, con el descubrimiento de la película tridimensional U2-3D (sobre el grupo de rock irlandés U2), con lo que Wenders quedó convencido de las posibilidades que la nueva técnica digital le ofrecían para captar los movimientos, gestos, palabras y música del arte de la coreógrafa. Fue así como nació el proyecto entre Wenders y Bausch.[3]
El proyecto inicial consistía a dirigir la película en 3D con la estrechada colaboración de Pina Bausch y los primeros rodajes empezaron el septiembre de 2009. No obstante, la repentina defunción de la coreógrafa el 30 de junio provocó que Wenders tuviera que cambiar por completo la idea inicial del proyecto y la película se acabó convirtiendo en un homenaje póstumo a Pina Bausch.[4][5]
La película fue presentada el 13 de febrero de 2011 a la 61a edición del Festival de Cine de Berlín, fuera de competición.
En España, la película fue estrenada el 30 de septiembre de 2011.[6]

## Uso de la técnica del 3D en la película
La técnica utilizada en esta película es la del 3D, técnica que hasta este momento casi se empleaba únicamente en películas animadas de Hollywood. Wim Wenders decide realizar esta película en 3D para poder mostrar el arte peculiar de Pina Bausch (protagonista de la película), poder sentir su movimiento, sus gestos y su lenguaje propio de la manera más próxima posible, rompiendo con la idea de un espectador pasivo para transportarlo al reino de los bailarines y permitirle ver la película desde dentro del propio escenario, compartiendo la realidad de los bailarines. La idea de rodar su película en 3D se le ocurrió raíz del visionado de la película U2-3D en el festival de Canes del 2007.
“Solo así, con la inclusión de la dimensión del espacio podría animarme (y no solo animarme) a llevar a la pantalla el teatro-danza de Pina en una forma apropiada”, afirma Wenders.
El uso del 3D en esta película, una técnica que todavía comportaba muchos problemas (sobre todo en el movimiento de los actores y la captación realista del espacio), supuso un reto por Wenders.

Alain Derobe, uno de los pioneros en el área del 3D europea, ayudó a Wenders en el rodaje, aportando sus complejos prototipos estereográficos, unos aparatos hechos a mano. Derobe también desarrolló una plataforma especial por el rodaje en directo, tipo de rodaje que requiere una intensa preparación y planificación del equipo. Esta plataforma contenía la cámara estereoscópica para la grabación en 3D y estaba montada sobre una grúa que seguía los bailarines de cerca para crear una sensación de profundidad y acercar al espectador al espectáculo interno de la película.
"En Pina, las colocamos (las cámaras) entre los bailarines. La cámara literalmente baila cono ellos. Eso obligaba a cada miembro del equipo a lidiar con la coreografía. Todo el equipo tenía que saber exactamente los movimientos de los bailarines para que la cámara pudiera seguirlos sin entorpecer en ningún momento”. Alain Derobe.
Wim Wenders también contó con la ayuda de François Garnier como supervisor de 3D, quien respecto al proyecto de Wenders afirma que:
"La danza es, por naturaleza, un movimiento en el espacio, no hay un método mejor que la tecnología 3D para mostrarla. El 3D permite ofrecer todo el espacio, toda la acción, y todo el movimiento. La sensación física es mucho más poderosa que cualquier reflexión intelectual."
Finalmente, el hecho que uno de los grandes cineastas cómo es Wim Wenders se interese por la técnica del 3D en una de sus películas otorga un gran reconocimiento a esta nueva técnica, en constante desarrollo, nacida a los inicios del siglo XX.

## Reparto
- Pina Bausch
- Dominique Mercy
- Regina Advento
- Malou Airaudo
- Ruth Amarante
- Rainer Behr
- Andrey Berezin
- Damiano Ottavio Bigi
- Bénédicte Billet
- Ales Cucek
- Clementine Deluy
- Josephine Ann Endicott
- Lutz Förster
- Pablo Aran Gimeno
- Mechthild Großmann
- Silvia Farias Heredia
- Ditta Miranda Jasjfi
- Barbara Kaufmann
- Nayoung Kim
- Daphnis Kokkinos
- Ed Kortlandt
- Eddie Martinez
- Dominique Mercy
- Thusnelda Mercy

## Crítica
"'Pina' es un largometraje en 3D sobre la Tanztheater Wuppertal Pina Bausch, compañía de danza fundada por la gran coreógrafa alemana. A través de un viaje sensual, visualmente muy impactante, Wenders acerca al espectador sus coreografías más conocidas.
En ningún momento, durante los más de 20 años de amistad personal, Wim Wenders y Pina Bausch abandonaron su idea de hacer juntos una película de danza. Pero, no fue hasta ahora, cuando gracias a las posibilidades ofrecidas por la tecnología digital del 3D, encontraron la plasticidad y la expresividad emocional que durante tanto tiempo habían buscado para poder llevarla a la gran pantalla. Ya es posible reproducir en el cine la dimensión del espacio. Esa dimensión en la que el movimiento y la danza tienen lugar, y en la que el 3D puede meter al espectador a un viaje de descubrimiento sensual."

## Premios y nominaciones
- 2011. Ganadora del Deutscher Filmpreis (Premios del Cine Alemán) a la catagoria de Mejor documental. También obtuvo una nominación a la categoría de Mejor dirección, sin ganar.[9].
- 2011. Ganadora del Deutscher Dokumentarfilmpreis (Premio Alemán de Documentales de Cine).
- 2011. Ganadora del Prix ARTE en la categoría de Mejor Documental Europeo.
- 2012. Seleccionada por Alemania como candidata al Óscar para la categoría de Óscar a la mejor película de habla no inglesa.[10].
- 2012. Nominada al premio Óscar al mejor documental.[11].
- 2012. Nominada al premio BAFTA a la mejor película de habla no inglesa.
- 2012.Nominada al premio Gaudí para la mejor película europea.